# Vechurko

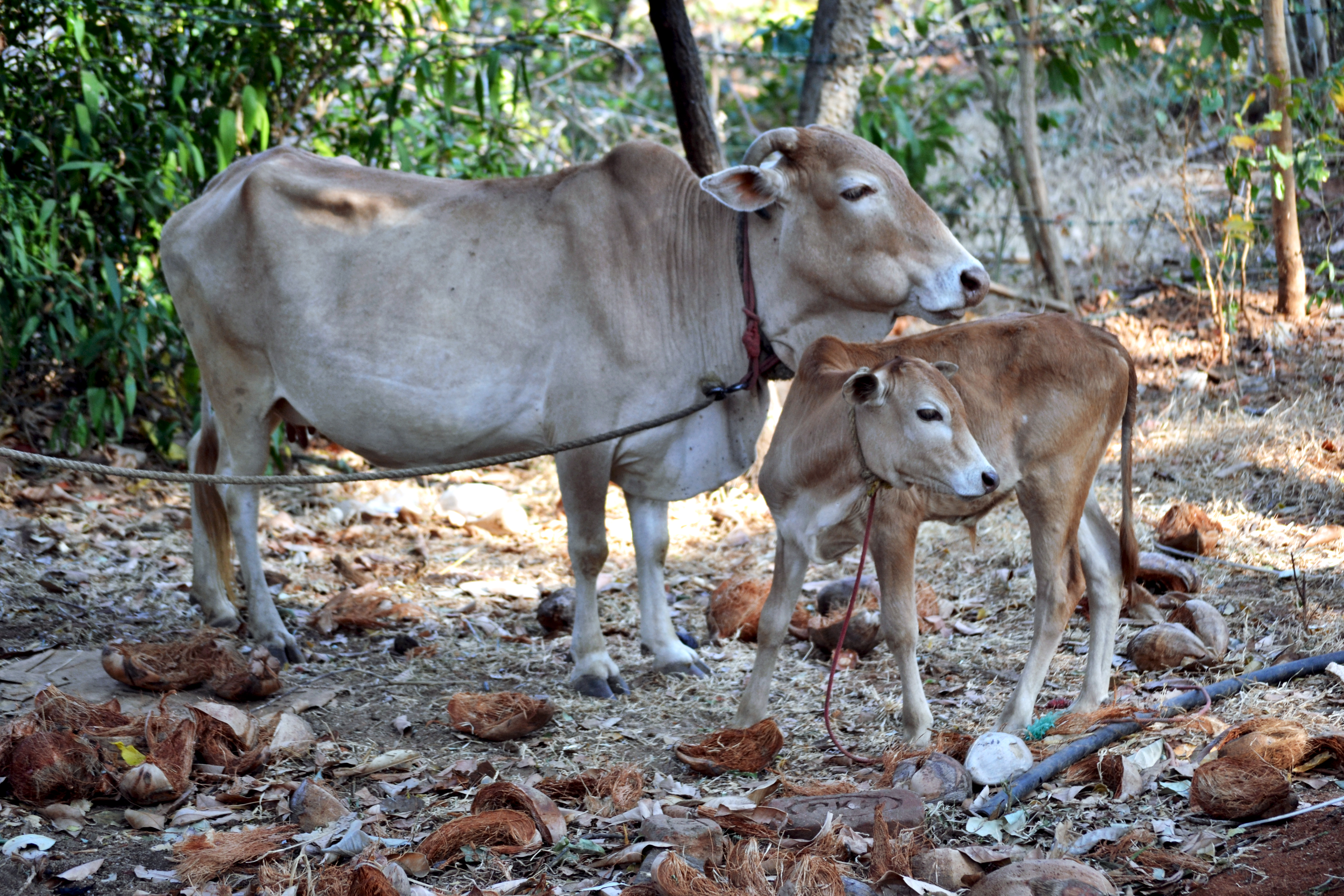
Vechurko med kalv.

Vechurkon är en sällsynt ras av nötkreaturet Bos indicus, som namngivits efter byn Vechur i Kottayamaområdet i Kerala som ligger i Indien.
Med en genomsnittlig längd av 124 cm och höjd av 87 cm är detta den minsta nötkreatursrasen i världen. Vechurkon används mycket tack vare den stora mängd mjölk den producerar i förhållande till den relativt anspråkslösa mängd mat den kräver. 
En tvist uppstod då miljöaktivister motsatte sig ett försök av ett skotskt företag att patentera kornas genetiska kod.